# Buddy Baer
Buddy Baer, geboren als Jacob Henry Baer (Denver (Colorado), 11 juni 1915 - 18 juli 1986) was een Amerikaanse bokser en acteur.

## Bokscarrière
Baer was de jongere broer van wereldkampioen Max Baer. Zelf bokste hij van 1934 tot en met 1942. Het hoogtepunt in zijn carrière was zijn overwinning tegen Joe Louis. Hij won 52 van zijn 59 kampen, waarvan 46 met knock-out.

## Acteercarrière
In 1949 speelde Baer zijn eerste filmrol in Africa Screams. Zijn grootste rollen speelde hij in Quo Vadis (1951), The Big Sky (1952) en Slightly Scarlet in 1956.
Baer overleed op 71-jarige leeftijd in 1986.
- Biblioteca Nacional de España: XX4887718
- Bibliothèque nationale de France: cb14152018g (data)
- Gemeinsame Normdatei: 1207798835
- International Standard Name Identifier: 0000 0000 7689 3491
- Library of Congress Control Number: nb2006003601
- Nationale Bibliotheek van Israël: 987007439720705171
- Virtual International Authority File: 29741299
- WorldCat: E39PBJwMxbt4DjGmDGTvMCPvpP